# Шэньчжэнь-центр
Шэньчжэнь-центр (深圳中心, Shenzhen Centre, также известен как Gemdale Gangxia Tower и Dabaihui Plaza) — сверхвысокий небоскрёб, расположенный в китайском городе Шэньчжэнь. Построен в 2020 году в стиле модернизма, по состоянию на 2020 год являлся шестым по высоте зданием города.
375-метровая офисно-жилая башня Шэньчжэнь-центра имеет 80 наземных и 4 подземных этажа, 39 лифтов, площадь здания — 245 тыс. м². Архитекторами небоскрёба выступили американская фирма Kohn Pedersen Fox и китайская компания Zhubo Design (Шэньчжэнь), владельцем является оператор недвижимости Gemdale Real Estate Development (Шэньчжэнь).
Рядом с главной башней расположена 30-этажная офисная башня № 2 высотой 146 метров, построенная в 2018 году. 